# 배영애
배영애(裵永愛, 1945년 10월 19일 ~ )는 더불어민주당의 정당인이다. 제10대 경상북도의회 의원을 지냈다.

## 학력
- 김천여자중학교 졸업

## 경력
- 태동봉재 대표
- 동해요업 이사
- 동도백화점 대표
- 환경보호국민운동본부 감시관
- 민주평화통일자문회의 김천시협의회 회장
- 민주평화통일자문회의 경상북도의회 상임위원
- 2014.07 ~ 2018.06: 제10대 경상북도의회 의원 (초선, 비례대표)

## 역대 선거 결과
|  | 13.39% |

|  | 25.17% |

|  | 16.54% |

|  | 16.44% |

|  | 40.19% |

|  | 21.00% |